# Cinema de Síria
El cinema de Síria ha existit des de principis del segle xx. La primera pel·lícula siriana va ser Al Muttaham al Baree (El sospitós innocent), estrenada en 1928. Des de principis de la dècada de 1960, la cinematografia siriana ha estat dirigida per l'Organització Nacional per al Cinema, un departament del Ministeri de Cultura.
La indústria del cinema va florir en la dècada de 1960, malgrat un canvi significatiu cap als documentals nacionalistes, i ha continuat atraient l'atenció. Entre els cineastes més prominents cal destacar Nazih Shabandar, Rasheed Jalal i Qays al-Zubeydi.

## Història
En 1908, la primera pel·lícula projectada a Síria es va mostrar en un cafè en Alep. Vuit anys més tard, l'administració otomana va establir la primera sala de cinema, en Damasc. El teatre va ser inaugurat pel governador otomà, Djemal Paixà; no obstant això, es va cremar un mes després. Els francesos van assumir el dmandat sobre Síria en aquest moment, i molts teatres van ser construïts posteriorment a Damasc.
La primera pel·lícula siriana va ser Al Muttaham al Baree (El sospitós innocent), una pel·lícula muda en blanc i negre llançada en 1928. Aquesta pel·lícula va ser escrita, dirigida i produïda per Rasheed Jalal, en associació amb Ahmed Tello. L'elenc va establir un altre precedent en formar la primera productora siriana: Hermon Film. En 1934 va ser llançada la segona pel·lícula muda en blanc i negre, Tahta Sama' Dimashq (Sota el cel de Damasc), coincidint amb el musical egipci de cinema sonor, Unshudat al Fuad (Himne del cor). La pel·lícula siriana es va convertir en un fracàs comercial, ja que es va veure aombrada per l'èxit d' Unshudat al Fuad . En 1943 es va inaugurar a Damasc Cinema Dimashq amb 1.500 butaques, un dels cinemes més grans construïts a Orient Mitjà.
En 1947, Nazih Shabandar va establir un estudi de producció ple d'equips i a l'any següent, va produir la primera pel·lícula sonora siriana, Nur wa Thalam (Llum i foscor), escrita per Mohamed Shamel i Ali el-Arna'ut. La pel·lícula també va ser important perquè presentava diverses estrelles sirianes en ascens: Rafiq Shukri, Yevett Feghli i Anwar el Baba.
La producció cinematogràfica va millorar durant la dècada de 1950, però encara es veia obstaculitzada per una distribució mediocre. La dècada de 1960 va veure millores significatives amb Doreid Lahham i Nuhad al-Qala'i, un duo de comediants, generant majors marges de guany que les seves predecessores. La seva primera pel·lícula va ser Aqd al-Lulu (El collaret de perles), estrenada en 1965. Aqd al-Lulu va ser la primera d'una sèrie estretament vinculada de pel·lícules de comèdia del duo. Gràcies als amplis guanys, van poder produir pel·lícules a raó de dues per any.
La dècada de 1960 també va marcar un període de transició per al cinema sirià. En 1963, l'Organització General de Cinema es va establir com un braç del Ministeri de Cultura per a supervisar la producció i distribució de pel·lícules sirianes. A causa de la mort d'àrabs en la Guerra dels Sis Dies i la pèrdua de Síria dels Alts del Golan, el govern va atorgar a l'Organització General per al Cinema un estricte monopoli sobre la producció i distribució de pel·lícules.

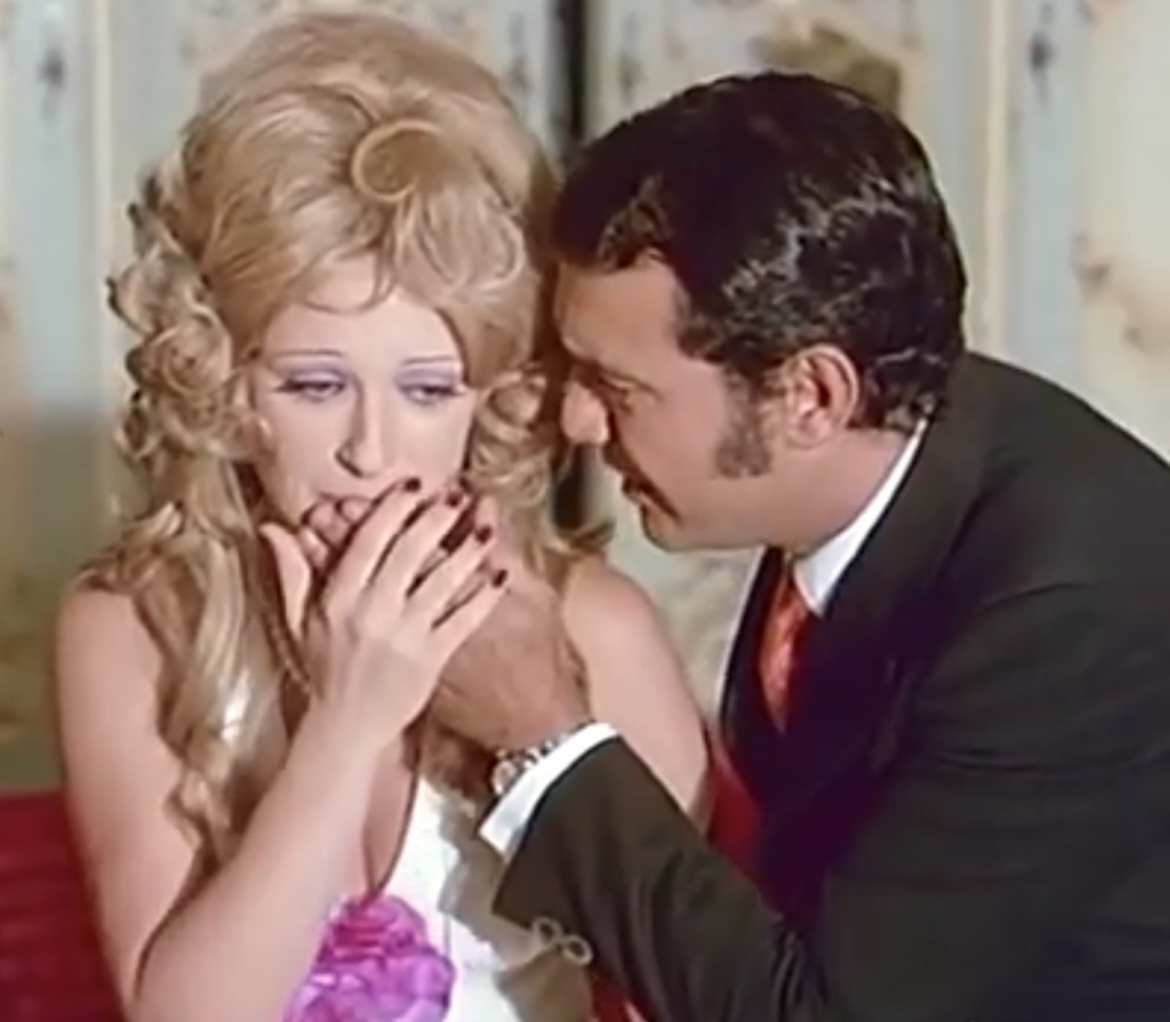
Nelly i Salah Zulfikar a Zekra Lailat Hubb (1973)

En conseqüència, la indústria cinematogràfica privada gairebé va desaparèixer a fins de la dècada de 1960. El govern es va centrar en les pel·lícules que promovien els avanços sirians en agricultura, salut, i transport. Es van produir pel·lícules documentals, en gran nombre per a promoure la construcció d'infraestructura; l'impacte de la reforma agrícola; i, la provisió de serveis públics. En altres paraules, el cinema sirià va passar de l'entreteniment a la propaganda. El cineasta iraquià Qays al-Zubeydi va produir diverses pel·lícules que documenten les lluites dels refugiats palestins. Pel·lícules com Bai'donen 'an al-Watan (Lluny del seu país) i Shahadat al-Filastinyyin fi Zaman al-Harb (Testimoniatges de palestins en temps de guerra), estrenats en 1970 i 1972 respectivament, circulant per tot el món àrab influint en les masses.

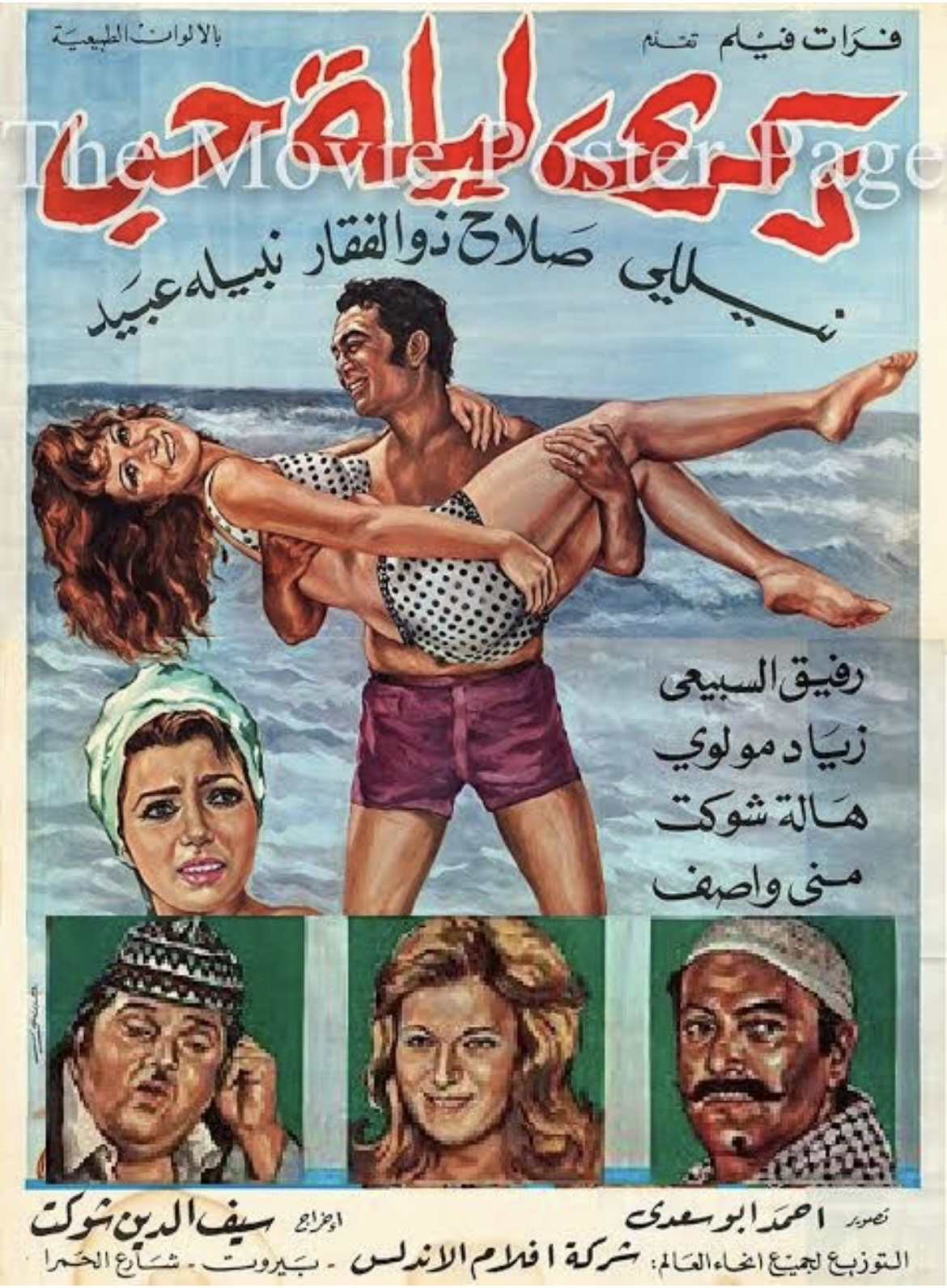
Cartell de la pel·lícula Zekra Lailat Hubb (1973)

La primera pel·lícula de ficció produïda per l'Organització General de Cinema va ser Sa'eq al-Shahinah (El conductor del camió), dirigida pel cineasta iugoslau Poçko Fockovic i estrenada en 1967. La pel·lícula de 1971, Imra' Min Nar (Una dona de foc), i la pel·lícula de 1973 Zekra Lailat Hubb (Memòria d'una nit d'amor), ambdues pel·lícules protagonitzades per Salah Zulfikar, amb un repartiment gairebé completament egipci, seguit de la pel·lícula de 1973 Al-Makhdūʿūn, van marcar la fi dels èxits de taquilla produïts pel sector privat.

## Llista de pel·lícules sirianes a partir dels anys 1970
1973
- Al-Makhdūʿūn (Tewfik Saleh)
- Wajh Akhar Lil Hub (Muhammad Shahin)

1974
- Al-Mughamara (Muhammad Shahin)

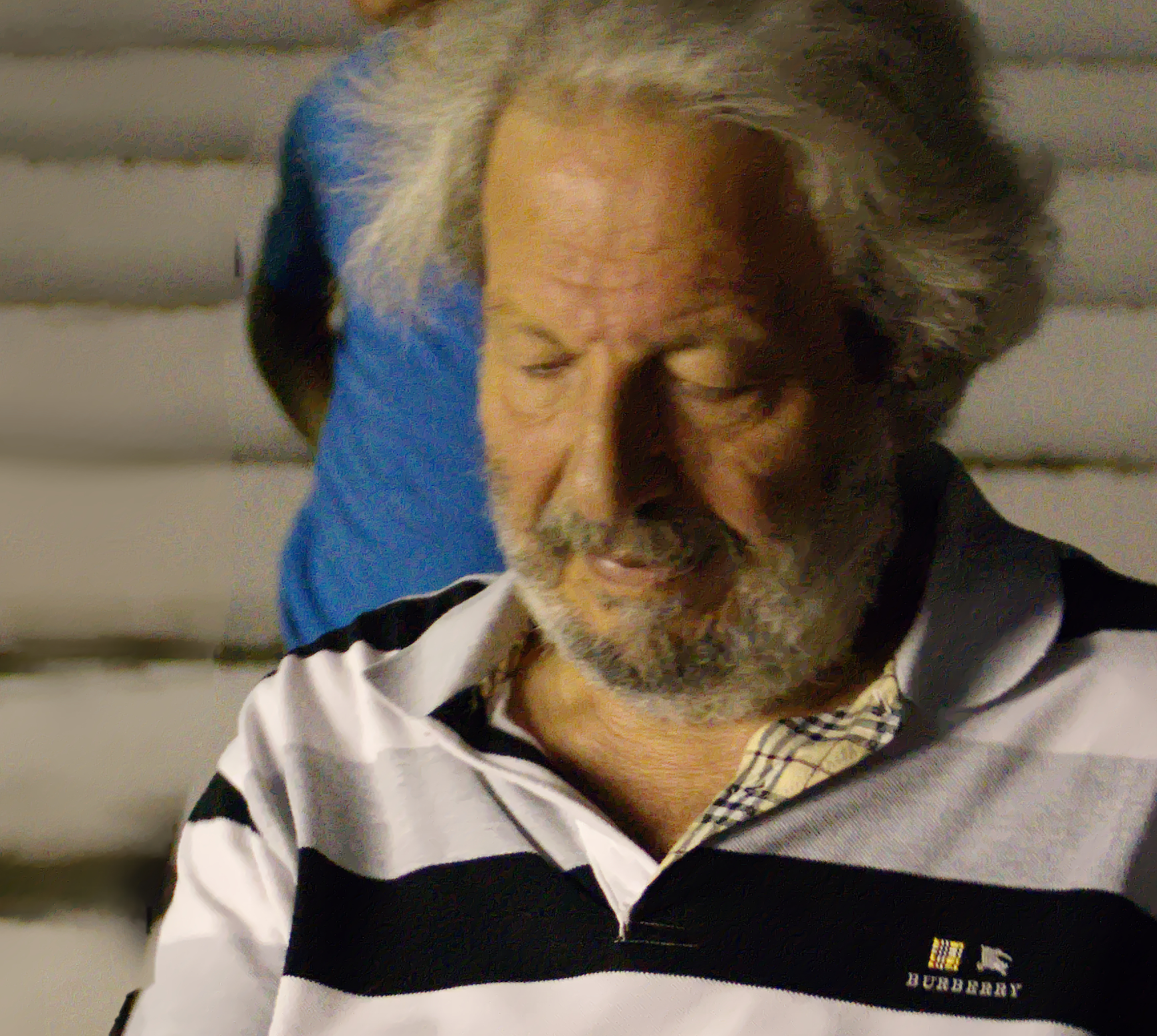
Mohammad Malas, director sirià

- La vida qutidiana en un poble sirià (Omar Amiralay)

1975
- Kafr kasem (Borhane Alaouié)

1981
- Hadithat el-Nosf Metr (Samir Zikra)

1983
- Ahlam al-Madina (Mohamed Malas)

1986
- Al-Shams Fi Yawam Gha'em (Muhammad Shahin)
- Waqae‘h al-‘Am al-Muqbel (Samir Zikra)

1987
- Al-Manam (Mohammad Malas)

1992
- Al-Lail (Mohamed Malas)

1993
- Al-Kompars (Nabil Maleh)

1996
- On a Day of Ordinary Violence, My Friend Michel Seurat... (Omar Amiralay)

1997
- There Are So Many Things Still to Say  (Omar Amiralay)
- A Plate of Sardines (Omar Amiralay)

1998
- Nassim al-Roh (Abdellatif Abdelhamid)
- Turab al-Ghuraba’ (Samir Zikra)

1999
- A1 (Muhammad Ali Adeeb)

2000
- The Man with the Golden Soles (Omar Amiralay)

2001
- Qamaran wa Zaytouna (Abdellatif Abdelhamid)
- Ahla Al- Ayam (Muhammad Ali Adeeb)

2002
- The Box of Life (Usama Muhammad)

2003
- A Flood in Baath Country (Omar Amiralay)[7]

2005
- Bab al-Makam (Mohamed Malas)
- Before Vanishing (Joude Gorani)
- Alaqat ‘Aamah (Samir Zikra)

2008
- Dolls - A Woman from Damascus (Diana El Jeiroudi)
- Hassiba (Raymond Boutros)

2010
- Damascus with Love (Mohamad Abdulaziz)
- Pluja de setembre (Abdullatif Abulhamid)
- Albercocs (Amar Chebib)
- Damascus Roof and Tales of Paradise (Soudade Kaadan)

2013
- Let us use ink, NOT spill blood! (Joseph Al-Ahmad)
- I The Syrian (Joseph Al-Ahmad)